# Anastasija Rudná
Anastasija Rudná (roz. Tichonovová), (* 4. říjen 1990, Petrohrad) je ruská reprezentantka v orientačním běhu. Jejím největším úspěchem je zlatá medaile ze štafet na mistrovství světa 2016 ve švédském Strömstadu. V současnosti běhá za ruský klub CSP Velikiy Novgorod a ve Skandinávii startuje za finský klub MS Parma.

## Sportovní kariéra
| Přehled úspěchů na Mistrovství světa | Přehled úspěchů na Mistrovství světa | Přehled úspěchů na Mistrovství světa | Přehled úspěchů na Mistrovství světa | Přehled úspěchů na Mistrovství světa | Přehled úspěchů na Mistrovství světa |
| Mistrovství světa                    | Sprint                               | Middle                               | Long                                 | Štafety                              | Mix štafety                          |
| ------------------------------------ | ------------------------------------ | ------------------------------------ | ------------------------------------ | ------------------------------------ | ------------------------------------ |
| Savojsko 2011                        | 5. místo                             | X                                    | X                                    | 11. místo                            | X                                    |
| Lausanne 2012                        | 23. místo                            | X                                    | 26. místo                            | 4. místo                             | X                                    |
| Vuokatti 2013                        | X                                    | X                                    | 16. místo                            | X                                    | X                                    |
| Trentino 2014                        | 31. místo                            | X                                    | X                                    | X                                    | 3. místo                             |
| Inverness 2015                       | 21. místo                            | 25. místo                            | X                                    | X                                    | X                                    |
| Strömstad 2016                       | DSQ.                                 | X                                    | 13. místo                            | 1. místo                             | X                                    |

| Přehled úspěchů na Mistrovství Evropy | Přehled úspěchů na Mistrovství Evropy | Přehled úspěchů na Mistrovství Evropy | Přehled úspěchů na Mistrovství Evropy | Přehled úspěchů na Mistrovství Evropy |
| Mistrovství Evropy                    | Sprint                                | Middle                                | Long                                  | Štafety                               |
| ------------------------------------- | ------------------------------------- | ------------------------------------- | ------------------------------------- | ------------------------------------- |
| Falun 2012                            | 19. místo                             | X                                     | 29. místo                             | X                                     |
| Palmela 2014                          | 21. místo                             | X                                     | 4. místo                              | X                                     |
| Jeseník 2016                          | 10. místo                             | X                                     | 12. místo                             | 3. místo                              |

| Přehled úspěchů na Mistrovství světa juniorů | Přehled úspěchů na Mistrovství světa juniorů | Přehled úspěchů na Mistrovství světa juniorů | Přehled úspěchů na Mistrovství světa juniorů | Přehled úspěchů na Mistrovství světa juniorů |
| Mistrovství světa juniorů                    | Sprint                                       | Middle                                       | Long                                         | Štafety                                      |
| -------------------------------------------- | -------------------------------------------- | -------------------------------------------- | -------------------------------------------- | -------------------------------------------- |
| Ålborg 2010                                  | 5. místo                                     | X                                            | 26. místo                                    | 3. místo                                     |

| Přehled úspěchů na Mistrovství Evropy dorostu | Přehled úspěchů na Mistrovství Evropy dorostu | Přehled úspěchů na Mistrovství Evropy dorostu |
| Mistrovství Evropy dorostu                    | Sprint                                        | Long                                          |
| --------------------------------------------- | --------------------------------------------- | --------------------------------------------- |
| Solothurn 2008                                | 2. místo                                      | 9. místo                                      |